# Pakistan Movement
Das Pakistan Movement war eine religiöse politische Bewegung der 1940er Jahre. Die Bewegung setzte sich für den Aufbau eines eigenen Staates für die muslimische Bevölkerung in Britisch-Indien ein.

## Geschichte
Die radikalen Bildungsreformen von Thomas Macaulay, 1. Baron Macaulay führten zur Veränderungen in der Vorstellung und Lehre der westlichen Sprachen, insbesondere Englisch und Latein. Die Reformen veränderten auch die Philosophie. Die Religionswissenschaften, Türkisch, Arabisch und Persischen Sprachen wurden komplett aus den stattlichen Universitäten verbannt. Die englische Sprache hatte nach kurzer Zeit einen offiziellen Status 1835 im Punjab erlangt und löste das Persische als Verkehrssprache ab. Dies führte zu Schwierigkeiten für Menschen, die mit Persisch aufgewachsen waren. Die traditionellen Islamwissenschaften und Hindi wurden von der Britischen Krone nicht mehr unterstützt. Die Madrasas verloren ihre stattliche Zuschüsse. Viele Muslime ließen es nicht zu, dass ihre Kinder auf die englischen Universitäten gingen. Die Anzahl muslimischer Studenten an englischen Universitäten war sehr gering. Die Bengalische Renaissance führte dazu, dass Hindus lukrative Anstellungen in der öffentlichen Verwaltung Indiens fanden. Der Erfolg der All India Muhammadan Educational Konferenz als Teil der Aligarh Movement war auf die Unterstützung von Syed Ahmad Khan 1906 zurückzuführen.
Die Gründung erfolgte in Dhaka  um die Integration von Bengalen voranzubringen und als Reaktion auf Proteste von Hindus.
George Curzon, 1. Marquess Curzon of Kedleston teilte die östliche und westliche Hälfte von Bengalen auf, um Hindus und Muslime zu trennen. Die Muslime begrüßten die Teilung, da sie nun über eine Mehrheit im Osten verfügen. Der Earl of Minto initiierte den
Council Act und traf sich mit einer muslimischen Delegation, die von Aga Khan III. geführt wurde. Die Delegation bestand aus 35 Mitgliedern aus jeder Provinz.
Die Muslimliga blieb bis 1937 eine Partei der elitären indischen Muslime. Sie begann jedoch die Massen zu mobilisieren und steigerte so ihre Beliebtheit unter den Muslimen in den 1940er.
Dies war insbesondere nach der Lahore Resolution der Fall. Die Muslimliga verzeichnete unter der Führung von Jinnah über 2 Millionen Mitglieder. Die Muslimliga zog auf ihren Veranstaltungen 1937 viele Menschen in ihren Bann. Die Pakistan Resolution wurde 1940 verabschiedet und legte die Grundlage für den Staat Pakistan und seiner Verfassung. Die Resolution garantierte den vier pakistanischen Provinzen eine umfassende Selbstverwaltung. Die Gespräche zwischen Jinnah und Gandhi 1944 für eine Ein-Staaten-Lösung scheiterten endgültig nach der Lahore Resolution.